# Autodesk Inventor
Autodesk Inventor es un paquete de modelado paramétrico de sólidos en 3D producido por la empresa de software autoDesk. Compite con otros programas de diseño asistido por computadora como SolidWorks, Pro/ENGINEER, CATIA y Solid Edge. Entró en el mercado en 1999, muchos años después que los antes mencionados y se agregó a las Series de Diseño Mecánico de Autodesk como una respuesta de la empresa a la creciente migración de su base de clientes de diseño mecánico en dos dimensiones hacia la competencia, permitiendo que las computadoras personales ordinarias puedan construir y probar montajes de modelos extensos y complejos.

## Funcionalidad
Los usuarios comienzan diseñando piezas que se pueden combinar en ensamblajes. Corrigiendo piezas y ensamblajes pueden obtenerse diversas variantes. Como modelador paramétrico, no debe ser confundido con los programas tradicionales de CAD. Inventor se utiliza en diseño de ingeniería para producir y perfeccionar productos nuevos, mientras que en programas como Autocad se conducen solo las dimensiones. Un modelador paramétrico permite modelar la geometría, dimensión y material de manera que si se alteran las dimensiones, la geometría actualiza automáticamente basándose en las nuevas dimensiones. Esto permite que el diseñador almacene sus conocimientos de cálculo dentro del modelo, a diferencia del modelado no paramétrico, que está más relacionado con un “tablero de bocetos digitales”. Inventor también tiene herramientas para la creación de piezas metálicas.
Los bloques de construcción cruciales de Inventor son las piezas. Se crean definiendo las características , que a su vez se basan en bocetos (dibujos en 2D). Por ejemplo, para hacer un cubo simple, un usuario primero haría un boceto con forma de cuadrado y después utilizaría la herramienta extrusión para levantar el cuadrado y darle volumen, convirtiéndolo en el cubo. Si un usuario desea entonces agregar un eje que salga del cubo, podría agregar un boceto en la cara deseada, dibujar un círculo y después extruirlo para crear un eje. También pueden utilizarse los planos de trabajo para producir los bocetos que se pueden compensar de los planos útiles de la partición. La ventaja de este diseño es que todos los bocetos y las características se pueden corregir más adelante, sin tener que hacer de nuevo la partición entera. Este sistema de modelado es mucho más intuitivo que en ambientes antiguos de modelado, en los que para cambiar dimensiones básicas era necesario generalmente suprimir el archivo entero y comenzar de cero.
Como parte final del proceso, las partes se conectan para hacer ensamblajes. Los ensamblajes pueden consistir en piezas u otros ensamblajes. Las piezas son ensambladas agregando restricciones entre las superficies, bordes, planos, puntos y ejes. Por ejemplo, si uno coloca un piñón sobre un eje, una restricción insertada podría agregarse al eje y el piñón haciendo que el centro del eje sea el centro del piñón. La distancia entre la superficie del piñón y del extremo del eje se puede también especificar con la restricción insertada. Otras restricciones incluyen Coincidencia, Nivelación , inserción (insertar), angulo (ángulo) , tangente (tangente), transicional, movimiento, sistema de coordenadas de usuario. 
Este método de modelado permite la creación de ensamblajes muy grandes y complejos, especialmente porque los sistemas de piezas pueden ser puestos juntos antes de que se ensamblen en el ensamblaje principal; algunos proyectos pueden tener muchos sub-ensamblajes parciales.
Inventor utiliza formatos específicos de archivo para las piezas (.IPT), ensamblajes (.IAM) , vista del dibujo (.IDW y .DWG)y presentaciones (IPN), pero el formato del archivo de AutoCAD .DWG puede ser importado/exportado como boceto.
Las últimas versiones de Inventor incluyen funcionalidades que poseían muchos modeladores 3D de mediano y alto nivel. Utiliza el Gestor de Formas (Shape Manager) como su kernel de modelaje geométrico, el cual pertenece a Autodesk y fue derivado del kernel de modelaje ACIS.
Además incluye, en la versión professional, las herramientas necesarias para crear piezas de plástico y sus respectivos moldes de inyección.
Cuenta también con análisis de tensiones por elementos finitos y análisis dinámicos. Creación y análisis de estructuras, piping y cableado, y las tecnologías iPart, iAssembly, iMates, iCopy, iLogic hacen que el diseño sea más rápido y eficiente.
Su combinación con Autodesk Vault y Autodesk 360 la hacen líder en el mercado del diseño mecánico.

## Configuraciones del software
Disponible en dos "modelos": Autodesk Inventor Series (AIS) y Autodesk Inventor Profesional (AIP)
El AIS incluye todas las herramientas que modelan paramétricas básicas. Estas herramientas incluyen las herramientas de la creación de la pieza, del ensamble, del dibujo y de presentaciones; herramientas de la lámina metálica; conjuntos soldados; creación, manipulación, y herramientas de reparación de superficies; e inventor Studio. El AIS también provee del usuario la capacidad de utilizar AutoCAD, AutoCAD software de escritorio mecánico, y de Autodesk y software de PDM.
Como parte de su estrategia empresarial, Autodesk lanza las llamadas SUITES que incluyen variedad de productos entre los que se encuentran 3DStudio, Showcase, Navisworks, Publisher y tantos otros dependiendo de la suite. El Autodesk Inventor en sus más recientes versiones incorpora módulos de análisis de elementos finitos (FEA), módulos para renderizar sólidos de manera realista (Inventor Studio) que complementan el diseño para hacer creaciones más completas tanto en resistencia estructural como en presentación visual.

## Fechas de lanzamiento y sus nombres
Durante sus primeros lanzamientos, Autodesk Inventor fue desarrollado con un nombre código tomado de un vehículo popular. Comenzando con R11, todos los lanzamientos poseen un nombre código relacionado con algún inventor o científico famoso. Debajo está la historia del lanzamiento (con los nombres códigos) del Inventor:
| Nombre oficial | Versión | Nombre código | Fecha de lanzamiento     |
| -------------- | ------- | ------------- | ------------------------ |
| Inventor       | 1       | Mustang       | 20 de septiembre de 1999 |
| Inventor       | 2       | Thunderbird   | 1 de marzo de 2000       |
| Inventor       | 3       | Camaro        | 1 de agosto de 2000      |
| Inventor       | 4       | Corvette      | 1 de diciembre de 2000   |
| Inventor       | 5       | Durango       | 17 de septiembre de 2000 |
| Inventor       | 5.3     | Prowler       | 30 de enero de 2002      |
| Inventor       | 6       | Viper         | 15 de octubre de 2002    |
| Inventor       | 7       | Wrangler      | 18 de abril de 2003      |
| Inventor       | 8       | Cherokee      | 15 de octubre de 2003    |
| Inventor       | 9       | Crossfire     | 15 de julio de 2004      |
| Inventor       | 10      | Freestyle     | 6 de abril de 2005       |
| Inventor       | 11      | Faraday       | 6 de abril de 2006       |
| Inventor       | 2008    | Goddard       | 11 de abril de 2007      |
| Inventor       | 2009    | Tesla         | 16 de abril de 2008      |
| Inventor       | 2010    | Hopper        | 27 de febrero de 2009    |
| Inventor       | 2011    | Sikorsky      | 26 de marzo de 2010      |